# Muhammad al-Zawahiri
Muhammad Rabee al-Zawahiri (Gizé, 1953 – 13 de fevereiro de 2024) foi um islamista egípcio que foi membro da Jihad Islâmica Egípcia e uma das 14 pessoas submetidas a rendição extraordinária pela CIA antes da Guerra ao Terror de 2001 Ele foi o irmão mais novo do líder da Al Qaeda, Ayman al-Zawahiri. Foi preso em 17 de agosto de 2013.

## Morte
Muhammad morreu no dia 13 de fevereiro de 2024.